# من، او و خودش
من، او و خودش (انگلیسی: Me Him Her) یک فیلم کمدی آمریکایی محصول سال ۲۰۱۵ به نویسندگی و کارگردانی مکس لندیس است که اولین کارگردانی خود را تجربه کرد. در این فیلم لوک بریسی، داستین میلیگان و امیلی مید به ایفای نقش پرداخته‌اند. این فیلم اولین نمایش جهانی خود را در جشنواره بین‌المللی فیلم سیاتل در ۵ ژوئن ۲۰۱۵ انجام داد. این فیلم در یک نسخه محدود و از طریق ویدیوی درخواستی در ۱۱ مارس ۲۰۱۶ منتشر شد.

## داستان
کوری که به لس آنجلس می‌رود تا به دوست ستاره تلویزیونی نیمه‌معروفش، برندان، کمک کند تا اولین قدم‌هایش برای مشهور شدن را محکم بردارد و…

## بازخوردها
این فیلم نقدهای متفاوتی از منتقدان دریافت کرده است و امتیاز ۵۰٪ را در راتن تومیتوز دریافت کرده است.